# Джакомелли, Бруно
Бру́но Джакоме́лли (итал. Bruno Giacomelli; род. 10 сентября 1952, Борго-Понкарале, Брешиа) — итальянский автогонщик, участник чемпионатов мира по автогонкам в классе Формула-1, победитель чемпионатов Формула Италия, британской Формулы-3 и чемпионата Европы Формулы-2.

## Ранние годы
Начал заниматься автогонками в 1972 году, участвуя в чемпионате итальянской Формулы-Форд. В 1974 году перешёл в Формулу-Италия и в том же году выиграл одну гонку в Муджелло. В 1975 году стал чемпионом Формулы-Италия.
В 1976 году стал чемпионом британского чемпионата «Шеллспорт Формула-3» и выиграл Гран-при Монако Формулы-3.

## Формула-1
На Гран-при Италии 1977 года дебютировал в команде «Макларен». В 1979 году перешёл в команду «Альфа-Ромео», в которой выступал до 1982 года. Завоевал подиум в Гран-при Сизарс-пэласа 1981 года, придя третьим. После неудачного сезона 1983 года в команде «Тоулмен» покинул Формулу-1.

## Дальнейшая карьера
В 1984—85 годах выступал в чемпионате CART за команду «Патрик Рэйсинг». Позже участвовал в соревнованиях спортивных автомобилей. В 1989 году участвовал в программе подготовки автомобиля Alfa Romeo для чемпионата CART и был тест-пилотом команды Формулы-1 «Марч».

## Возвращение в Формулу-1
В 1990 году вернулся за руль автомобиля Формулы-1 в новой команде «Лайф». Из-за недостатка средств команда подготовила очень слабый автомобиль, из-за чего в 12 Гран-при Бруно Джакомелли ни разу не прошёл предквалификацию. После Гран-при Испании 1990 года команда покинула чемпионат, вместе с ней завершил формульную карьеру и сам Джакомелли.

## Результаты гонок в Формуле-1
| Легенда к таблице |                                                                    |
| --- | ------------------------------------------------------------------ |
| В таблице перечислены результаты всех Гран-при Формулы-1, в которых принимал участие гонщик. Строками таблицы являются сезоны, столбцами — этапы чемпионата мира. В каждой клетке указаны сокращённое название этапа и результат, дополнительно обозначенный цветом. Расшифровка обозначений и цветов представлена в нижеследующей таблице. |                                                                    |
| \| Пример \| Описание \| \| ------------ \| ------------------------------------------------------------------ \| \| 1 \| Победитель \| \| 2 \| Второе место \| \| 3 \| Третье место \| \| 5 \| Финишировал, заработав очки \| \| Сход \| Не финишировал, но при этом заработал очки \| \| 12 \| Финишировал, не получив очков \| \| НКЛ \| Финишировал, но не попал в финальную классификацию \| \| 15 \| Участвовал вне зачёта, либо по отдельной классификации \| \| 18 \| Не финишировал, но попал в финальную классификацию \| \| Сход \| Не финишировал \| \| НКВ \| Не прошёл квалификацию \| \| НПКВ \| Не прошёл предквалификацию \| \| ДСК \| Дисквалифицирован \| \| ИСК \| Исключён из протокола соревнований \| \| ТТ \| Заявлен для участия только в тренировках \| \| НС \| Участвовал в квалификации, но не стартовал в гонке \| \| Т \| Травмирован или болен \| \| ОТК \| Отказ от участия \| \| НТР \| Прибыл на соревнования, но на трассу не выезжал \| \| НПР \| Был заявлен в числе участников, но не прибыл к началу соревнований \| \| О \| Соревнования отменены \| \| \| Не участвовал \| \| Поул-позиция \| \| \| Быстрый круг \| \| |                                                                    |
| Пример | Описание                                                           |
| 1 | Победитель                                                         |
| 2 | Второе место                                                       |
| 3 | Третье место                                                       |
| 5 | Финишировал, заработав очки                                        |
| Сход | Не финишировал, но при этом заработал очки                         |
| 12 | Финишировал, не получив очков                                      |
| НКЛ | Финишировал, но не попал в финальную классификацию                 |
| 15 | Участвовал вне зачёта, либо по отдельной классификации             |
| 18 | Не финишировал, но попал в финальную классификацию                 |
| Сход | Не финишировал                                                     |
| НКВ | Не прошёл квалификацию                                             |
| НПКВ | Не прошёл предквалификацию                                         |
| ДСК | Дисквалифицирован                                                  |
| ИСК | Исключён из протокола соревнований                                 |
| ТТ | Заявлен для участия только в тренировках                           |
| НС | Участвовал в квалификации, но не стартовал в гонке                 |
| Т | Травмирован или болен                                              |
| ОТК | Отказ от участия                                                   |
| НТР | Прибыл на соревнования, но на трассу не выезжал                    |
| НПР | Был заявлен в числе участников, но не прибыл к началу соревнований |
| О | Соревнования отменены                                              |
| | Не участвовал                                                      |
| Поул-позиция |                                                                    |
| Быстрый круг |                                                                    |

| Сезон | Команда                  | Шасси          | Двигатель         | Ш | 1        | 2        | 3        | 4        | 5        | 6        | 7        | 8        | 9        | 10       | 11       | 12       | 13       | 14       | 15       | 16     | 17  | Место | Очки |
| ----- | ------------------------ | -------------- | ----------------- | - | -------- | -------- | -------- | -------- | -------- | -------- | -------- | -------- | -------- | -------- | -------- | -------- | -------- | -------- | -------- | ------ | --- | ----- | ---- |
| 1977  | Marlboro Team McLaren    | McLaren M23    | Cosworth V8       | G | АРГ      | БРА      | ЮАР      | СШЗ      | ИСП      | МОН      | БЕЛ      | ШВЕ      | ФРА      | ВЕЛ      | ГЕР      | АВТ      | НИД      | ИТА Сход | США      | КАН    | ЯПО | НКЛ   | 0    |
| 1978  | Marlboro Team McLaren    | McLaren M23    | Cosworth V8       | G | АРГ      | БРА      | ЮАР      | СШЗ      | МОН      | БЕЛ 8    | ИСП      | ШВЕ      | ФРА Сход | ВЕЛ 7    | ГЕР      | АВТ      | НИД Сход | ИТА 14   | США      | КАН    |     | 23    | 0    |
| 1979  | Autodelta                | Alfa Romeo 177 | Alfa Romeo V12    | G | АРГ      | БРА      | ЮАР      | СШЗ      | ИСП      | БЕЛ Сход | МОН      | ФРА 17   | ВЕЛ      | ГЕР      | АВТ      | НИД      |          |          |          |        |     | 31    | 0    |
| 1979  | Autodelta                | Alfa Romeo 179 | Alfa Romeo V12    | G |          |          |          |          |          |          |          |          |          |          |          |          | ИТА Сход | КАН      | США Сход |        |     | 31    | 0    |
| 1980  | Marlboro Team Alfa Romeo | Alfa Romeo 179 | Alfa Romeo V12    | G | АРГ 5    | БРА 13   | ЮАР Сход | СШЗ Сход | БЕЛ Сход | МОН Сход | ФРА Сход | ВЕЛ Сход | ГЕР 5    | АВТ Сход | НИД Сход | ИТА Сход | КАН Сход | США Сход |          |        |     | 16    | 4    |
| 1981  | Marlboro Team Alfa Romeo | Alfa Romeo 179 | Alfa Romeo V12    | M | СШЗ Сход | БРА НКЛ  | АРГ 10   | САН Сход | БЕЛ 9    | МОН Сход | ИСП 10   | ФРА 15   | ВЕЛ Сход | ГЕР 15   | АВТ Сход | НИД Сход | ИТА 8    | КАН 4    | СИЗ 3    |        |     | 15    | 7    |
| 1982  | Marlboro Team Alfa Romeo | Alfa Romeo 179 | Alfa Romeo V12    | M | ЮАР 11   | БРА Сход | СШЗ Сход | САН Сход | БЕЛ Сход | МОН Сход | ДЕТ Сход | КАН Сход | НИД 11   | ВЕЛ 7    | ФРА 9    | ГЕР 5    | АВТ Сход | ШВА 12   | ИТА Сход | СИЗ 10 |     | 22    | 2    |
| 1983  | Candy Toleman Motorsport | Toleman TG183B | Hart 415T 1.5 L4T | P | БРА Сход | СШЗ Сход | ФРА 13   | САН Сход | МОН НКВ  | БЕЛ 8    | ДЕТ 9    | КАН Сход | ВЕЛ Сход | ГЕР Сход | АВТ Сход | НИД 13   | ИТА 7    | ЕВР 6    | ЮАР Сход |        |     | 19    | 1    |
| 1990  | Life Racing Engines      | Life L190      | Life W12          | P | США      | БРА      | САН НПКВ | МОН НПКВ | КАН НПКВ | МЕК НПКВ | ФРА НПКВ | ВЕЛ НПКВ | ГЕР НПКВ | ВЕН НПКВ | БЕЛ НПКВ | ИТА НПКВ | ПОР НПКВ | ИСП НПКВ | ЯПО      | АВС    |     | НКЛ   | 0    |